# Burden of a Day
Burden of a Day es una banda Cristiana de post-hardcore de Sarasota, Florida, formada en enero del 2004. Han hecho gira por 48 estados, y en Europa. Su discográfica actual es Rise Records. Influenciados por Thrice, The Bled, All That Remains, entre otros.

## Historia
La banda se formó en 2004 y firmó por la discográfica independiente Blood & Ink Records en 2005 para su álbum debut, que siguió también en 2006. Hicieron una extensa gira antes de firmar con Rise Records para en 2008 publicar Blessed Be Our Ever After.
El grupo ha sido comparado por los críticos con Underoath y As I Lay Dying.

## Miembros

### Miembros actuales
- Kyle Tamosaitis - Voz (2009-presente)
- Terry Clark - Bajo (2004-presente)
- Josh Sommers - Guitarra (2004-presente)
- Mike Sommers - Guitarra (2004-presente)

### Miembros anteriores
- Brian Honhart - Guitarra (2004-2007)
- Kendall Knepp - Voz (2004-2008)
- Jesse Hostetler - Batería (2004-2009)

## Discografía
- Pilots & Paper Planes (Blood & Ink Records, 2006)
- Blessed Be Our Ever After (Rise Records, 2008)
- OneOneThousand (Rise Records, 2009)